# Beretta M12
A Beretta M12 é uma pistola-metralhadora (português europeu) ou submetralhadora (português brasileiro) produzida pela Beretta em 1959 até 2004. Os primeiros utilizadores foram os Carabineiros italianos, a Polícia do Estado e a Guarda de Finanças, substituindo a Beretta MAB. As Forças Armadas Italianas adotaram a arma em 1961. Também foram vendidas (tanto armas como licenças de fabricação) para vários países na América Latina, África e Oriente Médio.

## História
Nos anos 50, tanto as forças armadas quanto as forças policiais da Itália utilizavam a Beretta MAB como submetralhadora, que apesar de sua confiabilidade, já se quedava obsoleta. O engenheiro italiano Domenico Salza, baseado em sua própria experiência nas revisões de projeto da MAB, projetou a M12, com a intenção de ser a arma a substituir a MAB. A arma entrou em produção em 1949, sendo adotada pelas Forças Armadas Italianas, Carabineiros italianos, a Polícia do Estado e a Guarda de Finanças em 1961.
Em 1978, foi lançada a versão M12S, que trouxe modificações no registro de tiro e segurança (RTS) da arma, de uma alavanca e botão (sendo o seletor de modo de tiro no botão, que selecionava se disparava fogo intermitente ou automático quando era apertado para a esquerda ou direita) para uma alavanca simples, que tanto selecionava o modo de tiro quanto acionava o modo de segurança da arma. Também foi instalado um botão de segurança no punho da arma, que tranca o gatilho e mantém o ferrolho fechado se não for apertado firmemente na hora de disparar a arma ou se a mesma cair.
Nos anos 80, foi lançava a versão PM12S, que visava a simplificação do desmonte e manutenção da arma, diminuindo o numero de componentes para 84. Na mesma época, foi lançada a versão PM12S-2, que implementava modificações de segurança na arma.
A M12 foi exportada para diversos países da América Latina, África e Oriente Médio, onde equipa Forças Armadas e de Segurança. Foi fabricada sob licença na Bélgica (como FN Herstal M12S), no Brasil (como Taurus MT12) e na Indonésia (como Pindad PM1). A Taurus MT12 é a submetralhadora padrão das Forças Armadas Brasileiras e das Polícias Militares brasileiras, bem como da Força Aérea Portuguesa e da Polícia de Segurança Pública.

## Características

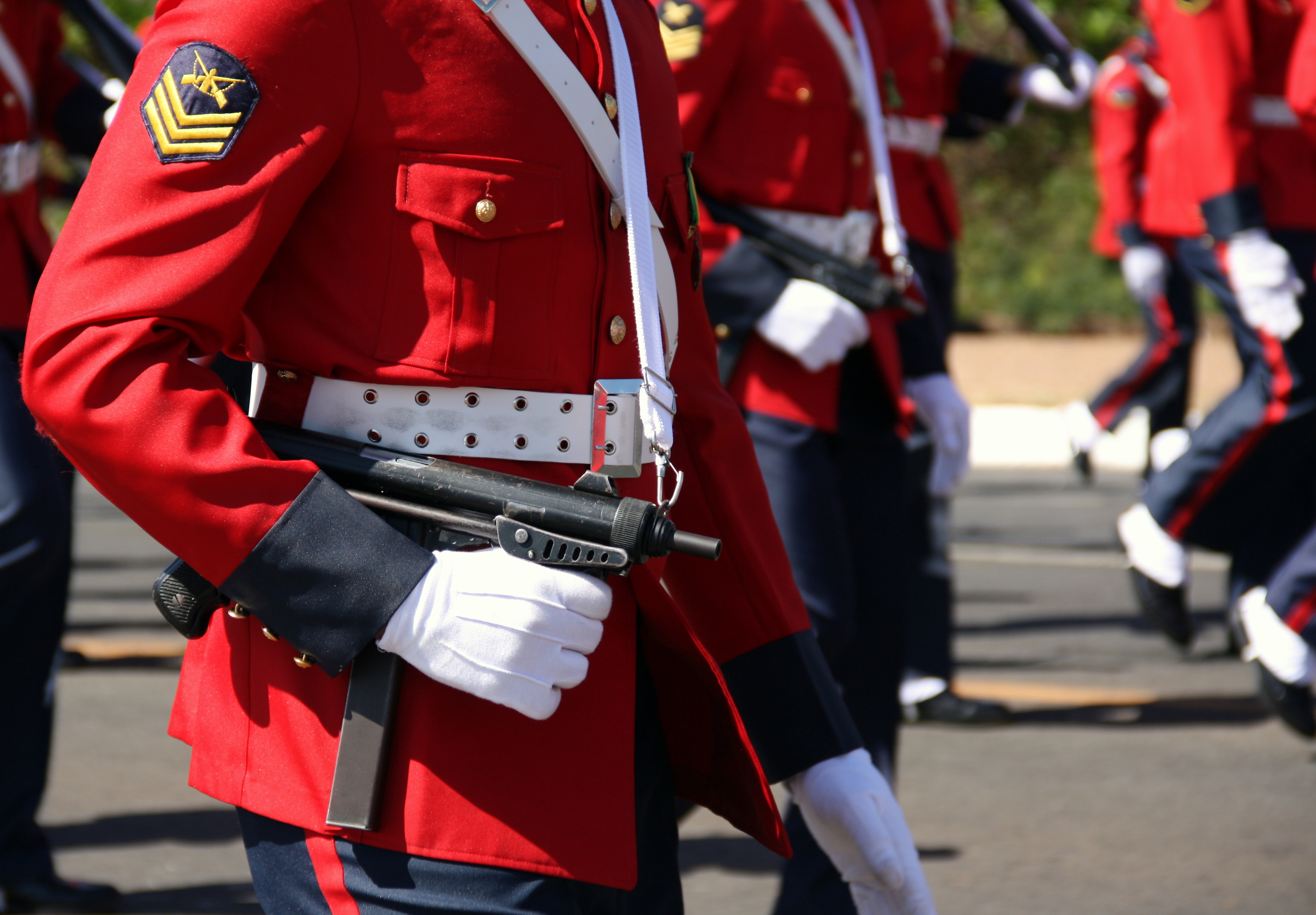
Sargento fuzileiro naval desfilando com uma Beretta MT12.

A arma comporta uma carcaça cilíndrica que envolve o cano e a culatra. O registro de tiro e segurança (RTS) situa-se à esquerda. É um dos poucos modelos de submetralhadora que dispõe de dois punhos. Inicialmente a M12 dispunha de uma coronha de madeira, que foi logo substituída por uma metálica, dobrável sobre a carcaça. Dispõe de uma mira ajustável para 10/200 m.
A M12 pesa 3.48 kg vazio (cerca de 3.82 kg carregado) e tem 660 milímetros (66 cm) de comprimento com a coronha estendida (418 mm - 41 cm - quando dobrada). Seu comprimento curto é alcançado pelo uso de um cano embutido na cabeça do ferrolho, conhecido como ferrolho telescópico. Isso reduz o comprimento sem reduzir o comprimento do cano ou o peso do ferrolho.

## Variantes

### Variantes Originais
- M12: Versão original da arma;

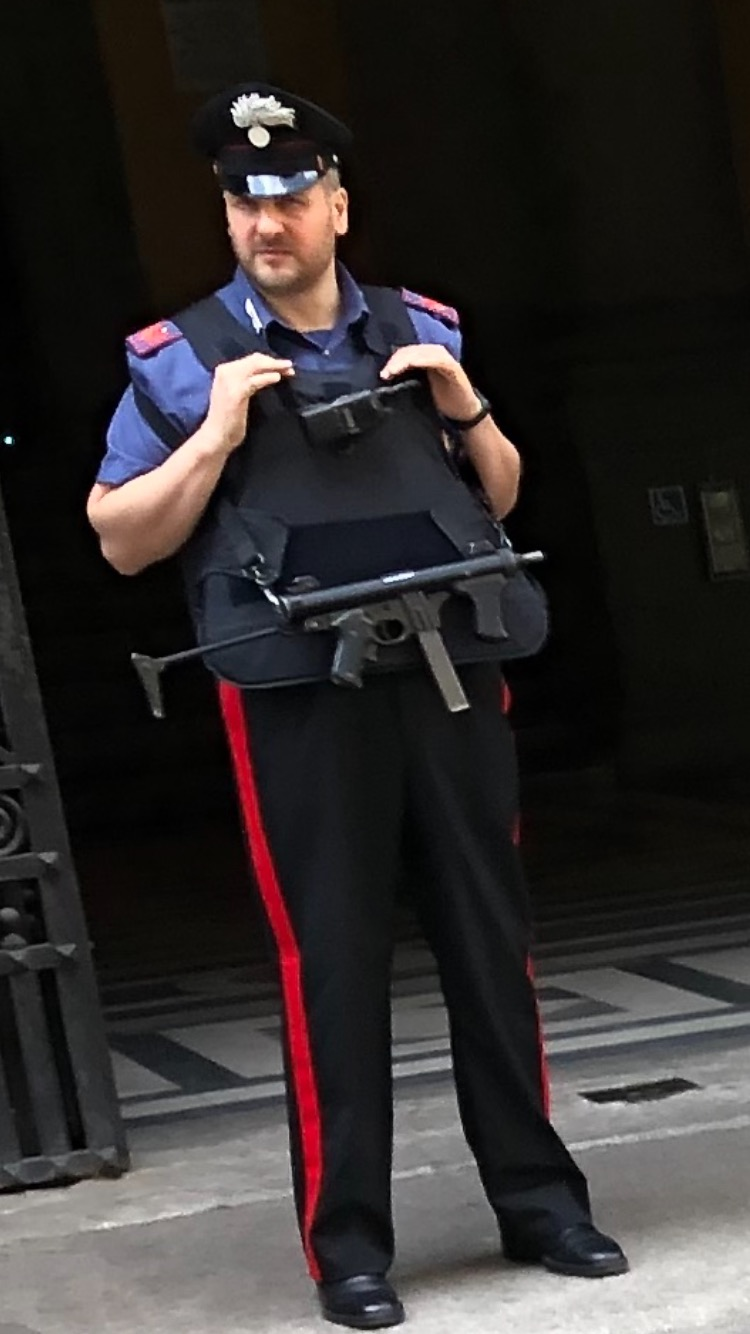
Carabineiro italiano carregando uma Beretta M12, 2019.

- M12S: Versão da arma com o registro de tiro e segurança simplificado e botão de segurança no punho da arma;
- PM12S: Versão com desmontagem simplificada e menos quantidade de componentes;
- PM12S-2: Versão com modificações de segurança

### Versões produzidas sob licença
- FN Herstal M12S: Versão belga da M12S, produzida pela FN Herstal;
- Taurus MT-12 (M972): Versão brasileira da M12, produzida pela Taurus.
- Pindad PM1: Versão indonésia da M12, produzida pela PT Pindad;[11]
- Pindad PM1A1: Versão indonésia da M12, produzida pela PT Pindad;[11]

## Operadores
- Argélia[4]
- Arábia Saudita[4]
- Bahrein[4]
- Bélgica[4]
- Brasil: Utilizado pelas Forças Armadas Brasileiras e pelas Polícias Militares Estaduais[4]
- Chile[4]
- Costa Rica[4]
- Egito[4]
- Estados Unidos: Utilizada pela CIA.[4]
- França: Utilizado pela Polícia Nacional.[12]
- Gabão[4]
- Guatemala[4]
- Guiana[4]
- Indonésia[4]
- Irão[4]
- Itália: Utilizado pelas Forças Armadas Italianas e pelas Forças Policiais Italianas.[4]
- Líbia[4]
- Malta[4]
- Nigéria[4]
- Portugal: Utilizado pela Força Aérea Portuguesa e pela Polícia de Segurança Pública.[9]
- Sudão[4]
- Tunísia[4]
- Vaticano: Utilizada pela Corpo da Gendarmaria do Estado da Cidade do Vaticano.[4]
- Venezuela[4]

### Grupos Não Estatais
- IRA Provisório (PIRA)[13]
- PAIGC[14]

## Ver Também
- Beretta MAB 38